# Гимназический переулок (Санкт-Петербург)
Гимнази́ческий переулок — переулок в Петроградском районе в Санкт-Петербурге. Проходит от Ждановской улицы до улицы Красного Курсанта.

## История
Первоначальное название Манежный переулок известно с 1849 года, дано по находящемуся в доме № 1 манежу 2-го кадетского корпуса (сейчас Военная инженерно-космическая академия имени Можайского).
5 марта 1871 года присвоено современное название Гимназический переулок, дано по «Военной гимназии», расположенной в здании Кадетского корпуса.

## Достопримечательности
- Военно-космическая академия имени А. Ф. Можайского